# João I Tzimisces
João I Curcuas (ca. 925 — 10 de janeiro de 976), chamado de Tzimisces (em grego: Iōannēs "Tzimiskes" Curcuas, escrito Ιωάννης "Τζιμισκής" Κουρκούας), e foi imperador romano de 11 de dezembro de 969 até a sua morte.

## Biografia
O seu pai era da família Curcuas e a sua mãe da família Focas. Ambas eram distinguidas famílias da Capadócia, possivelmente de origem armênia, e contavam-se entre as mais destacadas da emergente aristocracia militar da Ásia Menor. Vários dos seus membros serviram em altos cargos militares, entre eles o irmão da sua mãe, Nicéforo Focas.
As fontes contemporâneas descrevem João como uma pessoa de pouca estatura física, mas forte, com barba e cabelos louros-avermelhados e olhos azuis. Parece que entrou no exército muito jovem, primeiro sob o comando do seu tio materno Nicéforo, o qual é considerado também o seu instrutor na arte da guerra. Em parte devido às suas conexões familiares e em parte graças às suas habilidades pessoais, João ascendeu com rapidez no exército. Obteve o comando político e militar da província da Armênia antes de cumprir os vinte e um anos.

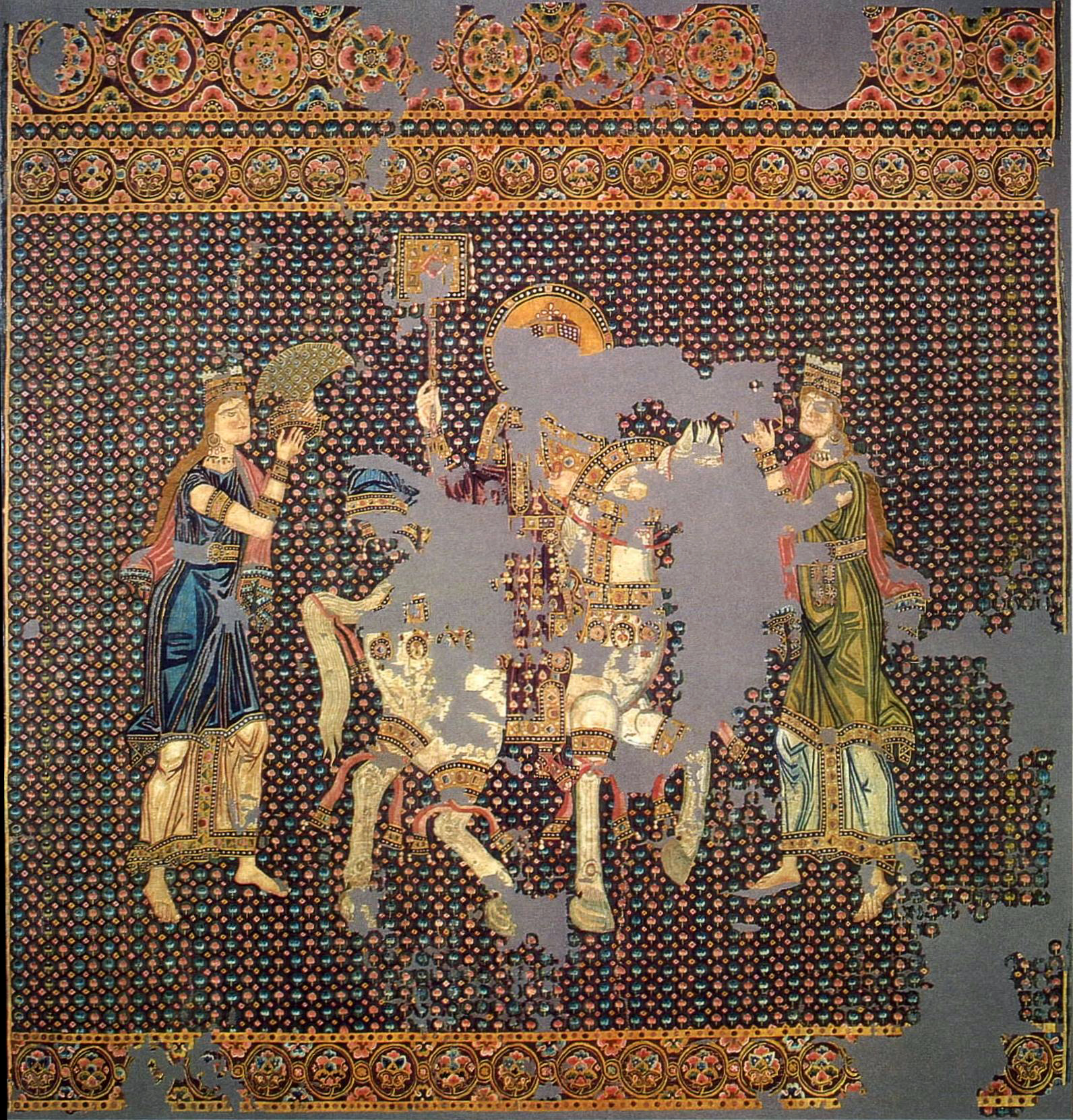
tapeçaria bizantina, conhecida por Gunthertuch, apresenta João Tzimiskes triunfal.

À época na que o império estava em guerra com o seu vizinho oriental, o califado Abássida, a Armênia era a fronteira entre ambas as potências, e João conseguiu defender com sucesso esta província. Ele com as suas tropas uniram-se ao corpo principal do exército que lutava contra os árabes sob comando de Nicéforo Focas. Nicéforo significa em grego: "portador da vitória", e este justificou o seu nome com uma série de vitórias que permitiram estender a fronteira para leste  com a tomada de umas 60 cidades fronteiriças, entre elas Alepo. Ao redor de 962, os abássidas pediram um tratado de paz favorável aos bizantinos, que assegurava as suas fronteiras durante vários anos.
João distinguiu-se durante a guerra tanto em ações junto ao seu tio como no comando dos seus próprios corpos de exército. Era popular entre as suas tropas, e ganhou a reputação de tomar a iniciativa no campo de batalha, conseguindo cambiar o curso de algumas batalhas. Por tudo isso, era considerado uma espécie de herói militar.

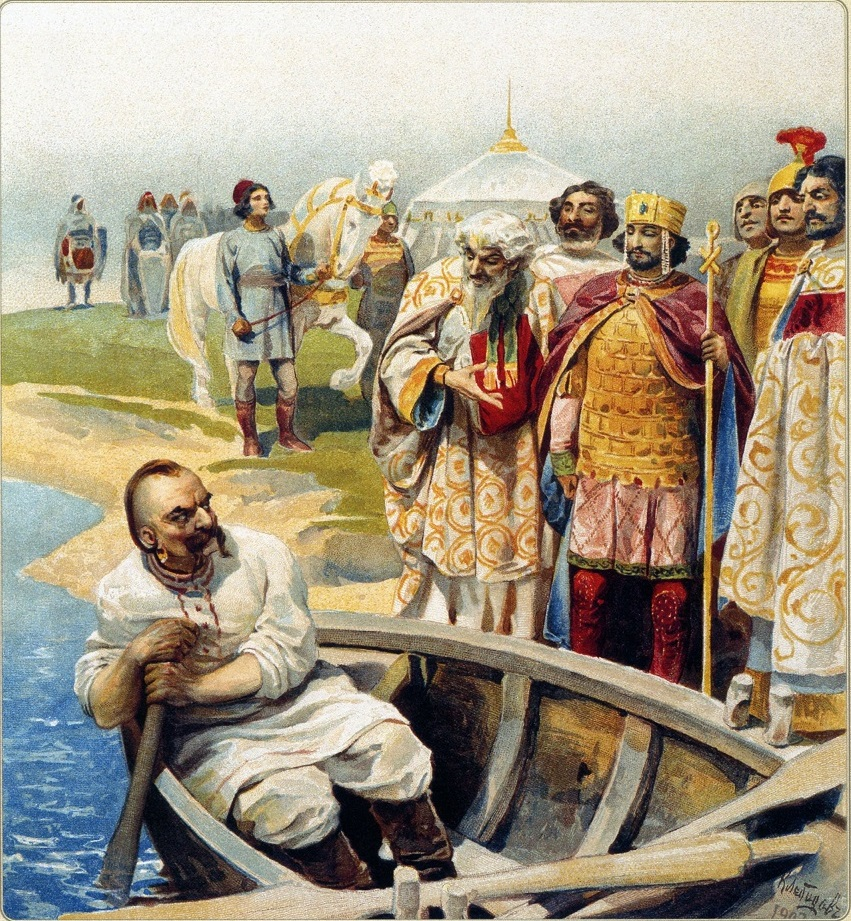
Encontro entre e o imperador João por Klavdiy Lebedev, segundo a descrição de Esvetoslau

A 15 de março de 963, o imperador Romano II faleceu inesperadamente com vinte e seis anos. A causa da sua morte resulta duvidosa: tanto as fontes contemporâneas quanto os historiadores posteriores opinam que o novo imperador esgotou a sua saúde com os excessos da bebida e da sua vida sexual, enquanto outros suspeitam que a sua esposa, a imperatriz Teófano (c. 941 – após 976), envenenou-o.
Teófano já então tinha ganha uma reputação como mulher inteligente e ambiciosa, posteriormente estenderia-a a sua falta de escrúpulos para conseguir os seus fins. Antes da sua morte, Romano coroara como coimperadores os seus dois filhos: os futuros imperadores Basílio II Bulgaróctono e Constantino VIII. Mas então, Basílio tinha apenas cinco anos e Constantino três, e por isso não podiam assumir os deveres anexos aos seus títulos. Teófano, portanto, foi designada regente.
Mas não lhe foi permitido governar sozinha. José Bringas, um eunuco e alto funcionário público de palácio, que chegara a ser conselheiro principal de Romano, manteve-se no seu posto. Segundo as fontes contemporâneas, Bringas visou a conservar nas suas mãos o poder decisório para os assuntos de importância, em lugar de que este recaísse na jovem imperatriz. Também tratou de ficar com parte do poder que estivera nas mãos de Nicéforo II Focas: o vitorioso general fora aceite como o general em chefe do exército e mantinha intensas conexões com a aristocracia. Bringas temia que Nicéforo pudesse reclamar o trono com o duplo apoio do exército e da aristocracia. As intrigas de Bringas durante os meses que se seguiram fizeram que Teófano e Nicéforo se aliassem na sua contra: sem que este o soubesse, a imperatriz mãe e o general começaram a negociar entre eles.
Após apoiar o seu tio materno para que este ascendesse ao trono como Nicéforo II e para recuperar as províncias orientais do Império, João perdeu o seu poder por causa de uma intriga, por isso se aliou com Teófano, a esposa de Nicéforo, para o assassinar.
Eleito governante no seu lugar, para justificar a sua usurpação, João concentrou todas as suas forças na luta contra os invasores estrangeiros do Império. Numa série de campanhas contra a recentemente estabelecida potência Rússia de Quieve (970-973), expulsou os russos da Trácia, atravessou o monte Hemo e assediou a fortaleza de Dorostolo no Danúbio. Após várias batalhas, derrotou os russos de tal maneira que o consideraram senhor dos Búlgaros orientais.
Além disso, reforçou a sua fronteira setentrional levando para a Trácia algumas colônias de Bogomilos deportados da Capadócia, suspeitos de proximidade aos Sarracenos do leste. Em 974, virou-se contra o império abássida e recuperou com facilidade alguns territórios do interior da Síria e um trecho  médio do Eufrates.
Morreu repentinamente em 976, retornando da sua segunda campanha contra os sarracenos. Seu apelido parece derivar-se do armênio tshemshkik, que significa "bota vermelha".